# 平野井川

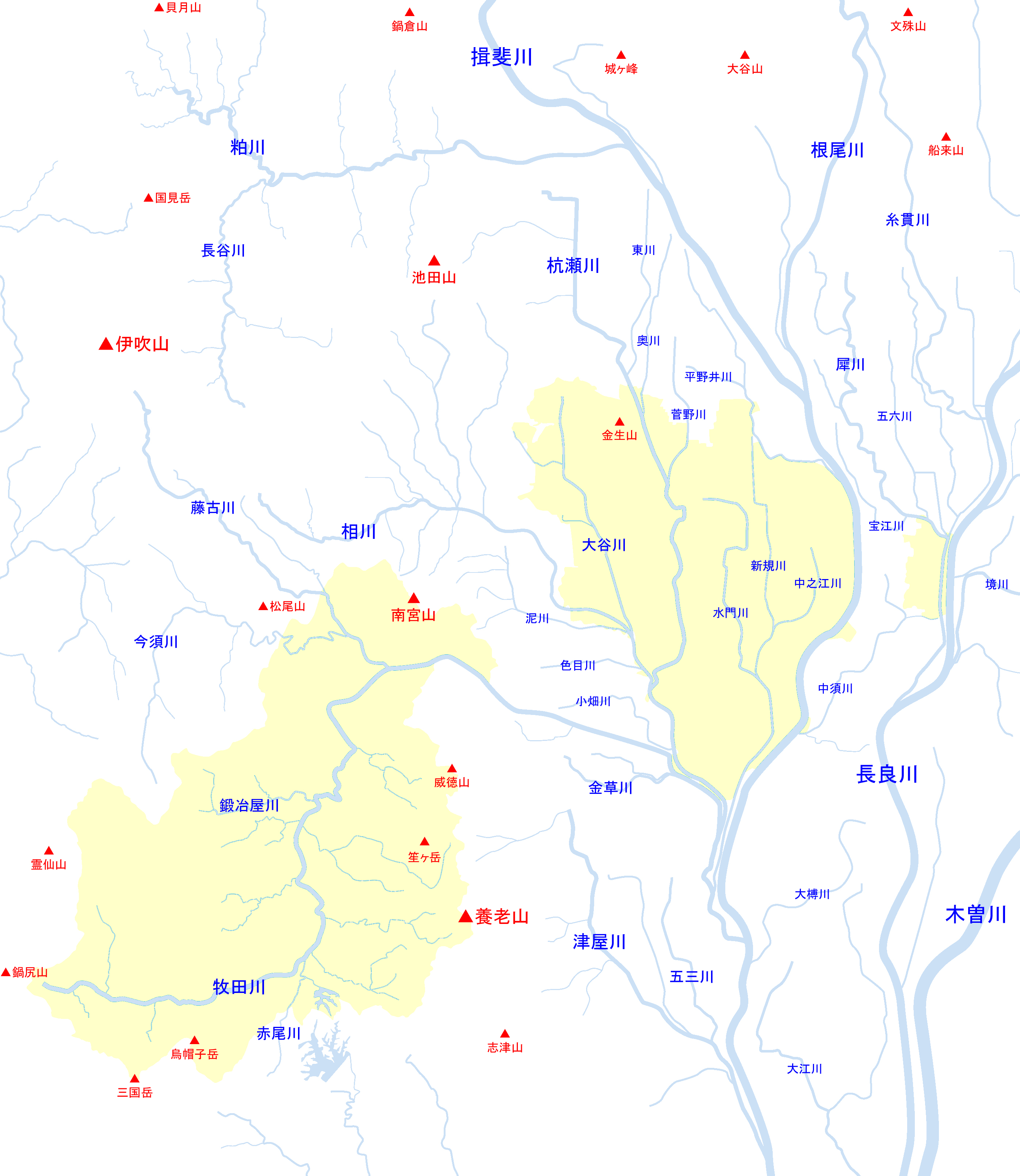
大垣市周辺河川の位置関係図

平野井川（ひらのいがわ）は、木曽川水系の一級河川。岐阜県安八郡神戸町・大垣市・瑞穂市を流れる。揖斐川を経て伊勢湾に至る木曽川の2次支川。

## 地理
岐阜県安八郡神戸町中心部（大字末守）のあたりから発するが、もともとは池田町杉野の取水口から揖斐川より分岐している。ごうど中央スポーツ公園の東側で東平野井川と合流する。曽根城公園付近からは、神戸町と大垣市の境付近を流れる。岐阜協立大学の東あたりからは旧中山道が平野井川に沿って進んでいる。揖斐川に注ぐ直前は旧揖斐川の流路で、左岸は瑞穂市になる。呂久地区の小簾紅園には中山道の呂久の渡し跡が見られる。揖斐川河口から44kmの付近で揖斐川と合流する。

## 主な支流
- 東平野井川

## 主な橋
- 平野井川大橋（岐阜県道156号曽井中島美江寺大垣線）
- 福田橋（岐阜県道212号大垣大野線）